# Conventie van Londen (1840)
De Conventie van Londen was een verdrag op 15 juli 1840 tussen het Verenigd Koninkrijk, het keizerrijk Oostenrijk, het keizerrijk Rusland en het koninkrijk Pruisen enerzijds en het Ottomaanse Rijk anderzijds.  De Europese grootmachten verleenden het Ottomaanse Rijk enige steun tegen het opstandige Egypte om zo te voorkomen dat het Ottomaanse Rijk, de "zieke man van Europa", uit elkaar zou vallen en zo de gehele regio zou destabiliseren.

## Context

Egypte onder Mohammed Ali, 1805-1840

Na de Slag bij Nezib tegen Egypte in 1839 was het Ottomaanse leger sterk verzwakt en viel Ottomaanse vloot in handen van Mohammed Ali van Egypte. Het Verenigd Koninkrijk vond dat de balans in de regio was verdwenen, en dat er niemand bij gebaat was dat het Ottomaanse Rijk zou verdwijnen, behalve de Fransen, die Mohammed Ali steunden.
Mohammed Ali kreeg een ultimatum voorgeschoteld. Hij moest zijn troepen terugtrekken uit Zuid-Syrië, het Heilig Land, het eiland Kreta, de Ottomaanse vloot teruggeven en sultan Abdülmecit erkennen als zijn heer. In ruil zou Mohammed Ali en zijn erfgenamen permanente controle krijgen over Egypte en Soedan. 
Mohammed Ali legde het voorstel naast zich neer en in reactie bombardeerde de Britse vloot op 3 november 1840 de stad Akko. Hij capituleerde en op 25 november kwam hij de voorwaarden na.